# Srpska Liga Istok
Srpska liga Istok (Wschód) (srb. Српска лига Исток) – jest jednym z czterech okręgów Srpskiej ligi (trzecia klasa rozgrywek w Serbii). Trzy pozostałe okręgi to: Srpska Liga Vojvodina (Wojwodina), Srpska Liga Beograd (Belgrad) oraz Srpska Liga Zapad (Zachód).
Srpska liga Istok została utworzona w 2003 roku z połączenia dwóch lig: Srpska Liga Nis i Srpska Liga Timok. Organizatorem rozgrywek jest Fudbalski savez Regiona Istočne Srbije (srb. Фудбалски савез Региона Источне Србије). Rozgrywki toczą się w jednej grupie i uczestniczy w niej 16 drużyn, które pochodzą z terenu 9 okręgów: pomorawskiego, rasińskiego, toplickiego, borskiego, zajeczarskiego, niszawskiego, pirockiego, jablanickiego i pczyńskiego oraz serbskie drużyny z kosowskich regionów Prisztina i Gnjilane.
Po zakończeniu sezonu mistrz awansuje bezpośrednio do Prvej ligi, a ostatnie drużyny spadną do jednej z czterech grup Zonskiej ligi: Zonska liga Zapad (Zachód), Zonska liga Istok (Wschód), Zonska liga Centar (Centrum - liga istnieje od 2019) lub Zonska liga Jug (Południe). Wcześniej w latach 2007-2014 ostatnie drużyny spadały do jednej z dwóch grup Zonskiej ligi: Juznomoravsko-Niska zona lub Pomoravsko-Timocka zona, a w latach 2003-2007 ostatnie drużyny spadały do jednej z czterech grup Zonskiej ligi: Juznomoravska zona, Niska zona, Pomoravska zona lub Timocka zona.

## Sezony
| Sezon                | Mistrz                  | Wicemistrz                 | 3. miejsce                 |
| Serbia i Czarnogóra: |                         |                            |                            |
| 2003/04              | FK Kosanica Kuršumlija  | FK Dubočica Leskovac       | FK Jedinstvo Donja Mutnica |
| 2004/05              | FK Radnički Pirot       | FK Železničar Nisz         | FK Dubočica Leskovac       |
| 2005/06              | FK Dinamo Vranje        | FK Sinđelić Nisz           | FK Železničar Nisz         |
| Serbia:              |                         |                            |                            |
| 2006/07              | FK Jagodina             | FK Železničar Nisz         | FK Sloga Leskovac          |
| 2007/08              | FK Dinamo Vranje        | FK Sinđelić Nisz           | FK Dubočica Leskovac       |
| 2008/09              | FK Radnički Nisz        | FK Timok Zaječar           | FK Hajduk Veljko           |
| 2009/10              | FK Sinđelić Nisz        | FK Timok Zaječar           | FK Radnički Svilajnac      |
| 2010/11              | FK Radnički Nisz        | FK Radnički Pirot          | FK Radnik Surdulica        |
| 2011/12              | FK Timok Zaječar        | FK Radnički Svilajnac      | FK Car Konstantin          |
| 2012/13              | FK Radnik Surdulica     | FK Sinđelić Nisz           | FK Radnički Pirot          |
| 2013/14              | FK Moravac Mrštane      | FK Prva Petoletka Trstenik | FK Hajduk Veljko           |
| 2014/15              | FK Dinamo Vranje        | FK Radnički Pirot          | FK Prva Petoletka Trstenik |
| 2015/16              | FK Radnički Pirot       | FK Tabane 1970             | FK Sinđelić Nisz           |
| 2016/17              | FK Temnić 1924 Varvarin | FK Moravac Mrštane         | FK Sinđelić Nisz           |
| 2017/18              | FK Trajal Kruševac      | FK Car Konstantin          | FK Budućnost Popovac       |
| 2018/19              | FK Radnički Pirot       | FK Temnić 1924 Varvarin    | FK Budućnost Popovac       |
| 2019/20              | ?                       | ?                          | ?                          |

## Drużyny występujące w sezonie 2019/20
| Klub                       | Miasto     |
| -------------------------- | ---------- |
| FK Budućnost Popovac       | Popovac    |
| FK Car Konstantin          | Nisz       |
| FK Dunav Prahovo           | Prahovo    |
| FK Jagodina Tabane         | Jagodina   |
| FK Jedinstvo Bošnjace      | Bošnjace   |
| FK Moravac Mrštane         | Mrštane    |
| FK SFS Borac Paraćin       | Paraćin    |
| FK Prva Petoletka Trstenik | Trstenik   |
| FK Radan Lebane            | Lebane     |
| FK Rembas Resavica         | Resavica   |
| FK Sinđelić Nisz           | Nisz       |
| FK Temnić 1924 Varvarin    | Varvarin   |
| FK Timočanin Knjaževac     | Knjaževac  |
| FK Topličanin Prokuplje    | Prokuplje  |
| FK Vlasina Vlasotince      | Vlasotince |
| GFK Dubočica Leskovac      | Leskovac   |